# Lenición
La lenición es un proceso de cambio fonético que consiste en el debilitamiento -paso de fortis (fuerte) a lenis (débil)- de una consonante, o más generalmente en la pérdida de tensión articulatoria en un sonido (de tal manera que es sustituido por otro menos obstructivo, situado más arriba en la escala de sonoridad), llegando incluso a la elisión completa.[cita requerida]
El debilitamiento puede darse en múltiples rasgos, por ejemplo:
- La sonorización ([-sonoro]→[+sonoro]) de una consonante sorda (ej. /t/ → /d/)
  - Como ejemplo, en el español panameño existen algunas palabras que pueden ilustrar como : cerrado = cerrao , cargado = cargao, doblado = doblao, acicalado = acicalao, etc
- La fricativización ([-continuo]→[+continuo]) de una oclusiva (ej. /b/ → /β/), etc., un caso análogo es la desafricación o relación de la oclusión en africadas (ej. /ʧ/ → /ʃ/ como en muchacho > "mushasho").[cita requerida]

Un ejemplo de lenición se encuentra en la evolución del latín de delicatus a la palabra delgado en castellano, al realizarse un cambio sustitutivo del rasgo [-sonoro] a [+sonoro] de los fonemas /k/ → /g/ y /t/ → /d/.[cita requerida]